# Eocuma spiniferum
Eocuma spiniferum is een zeekommasoort uit de familie van de Bodotriidae. De wetenschappelijke naam van de soort is voor het eerst geldig gepubliceerd in 1976 door Gamo.